# Portoricani
I portoricani (in spagnolo: puertorriqueños, boricuas o boricuanos) sono il gruppo etnico di Porto Rico, molti dei quali emigrati in gran numero a New York.

## Origine del nome boricua
Boricua può derivare da boricuá, termine con il quale si autodefinivano gli indios Taino che vivevano l'attuale isola di Porto Rico.
Boricua potrebbe derivare anche da Borinquén, antico nome dell'isola datole dagli indigeni, che significa "terra del signore valoroso".

## Gruppi etnici
| Etnie di Porto Rico                                                      | Etnie di Porto Rico | Etnie di Porto Rico |
| Anno                                                                     | Bianca %            | Non-Bianca %        |
| ------------------------------------------------------------------------ | ------------------- | ------------------- |
| 1802                                                                     | 48,0                | 52,0                |
| 1812                                                                     | 46,8                | 53,2                |
| 1820                                                                     | 44,4                | 55,6                |
| 1830                                                                     | 50,1                | 49,9                |
| 1877                                                                     | 56,3                | 43,7                |
| 1887                                                                     | 59,5                | 40,5                |
| 1897                                                                     | 64,3                | 35,7                |
| 1899                                                                     | 61,8                | 38,2                |
| 1910                                                                     | 65,5                | 34,5                |
| 1920                                                                     | 73,0                | 27,0                |
| 1930                                                                     | 74,3                | 25,7                |
| 1935                                                                     | 76,2                | 23,8                |
| 1940                                                                     | 76,5                | 23,5                |
| 1950                                                                     | 79,7                | 20,3                |
| 2000                                                                     | 80,5                | 19,5                |
| 2007                                                                     | 79,7                | 20,3                |
| Composizione della popolazione in base al colore della pelle, 1802-2007. |                     |                     |

I portoricani sono una popolazione molto eterogenea. I principali gruppi etnici sono i seguenti:
Popolazione originaria:
- Taino (i primi abitanti dell'isola).

Popolazioni europee:
- Spagnoli;
  -  Canari;
- Francesi, 
  -  Corsi;
- Tedeschi;
- Italiani;
- Irlandesi;
- Portoghesi.

Popolazioni africane:
- Yoruba;
- Igbo

Popolazioni asiatiche:
- Cinesi;
- Libanesi;
- Palestinesi.